# Esbo centrum
Esbo centrum (finska: Espoon keskus) är en stadsdel och administrativt centrum i Esbo stad i Finland. Stadsdelen hör administrativt till Gamla Esbo storområde. Mindre delområden i Esbo centrum är Gillesberget, Kyrkträsk (fi. Kirkkojärvi), Äskrödjan, Suna, Södrik, Lagstad och Domsby. 
Esbo centrum fick sitt namn på 1970-talet. Innan dess var området känt som bland annat Esbo by, med en gråstenskyrka, Esbo domkyrka, från 1480-talet och Esbo järnvägsstation på Kustbanan Åbo–Helsingfors. Byn bestod av flera stora gårdar (Doms, Jofs, Kirsti, Dahl, Suna osv.) som gett sina namn till de nuvarande bostadsområdena i Esbo centrum.[källa behövs]

## Utbildning
Lagstads skola, som är en av de 11 svenskspråkiga grundskolorna i Esbo, ligger i Esbo centrum nära domkyrkan. I Lagstads skola ordnas undervisning för årskurserna 1–10. Läsåret 2020–2021 hade skolan 557 elever.

## Bilder

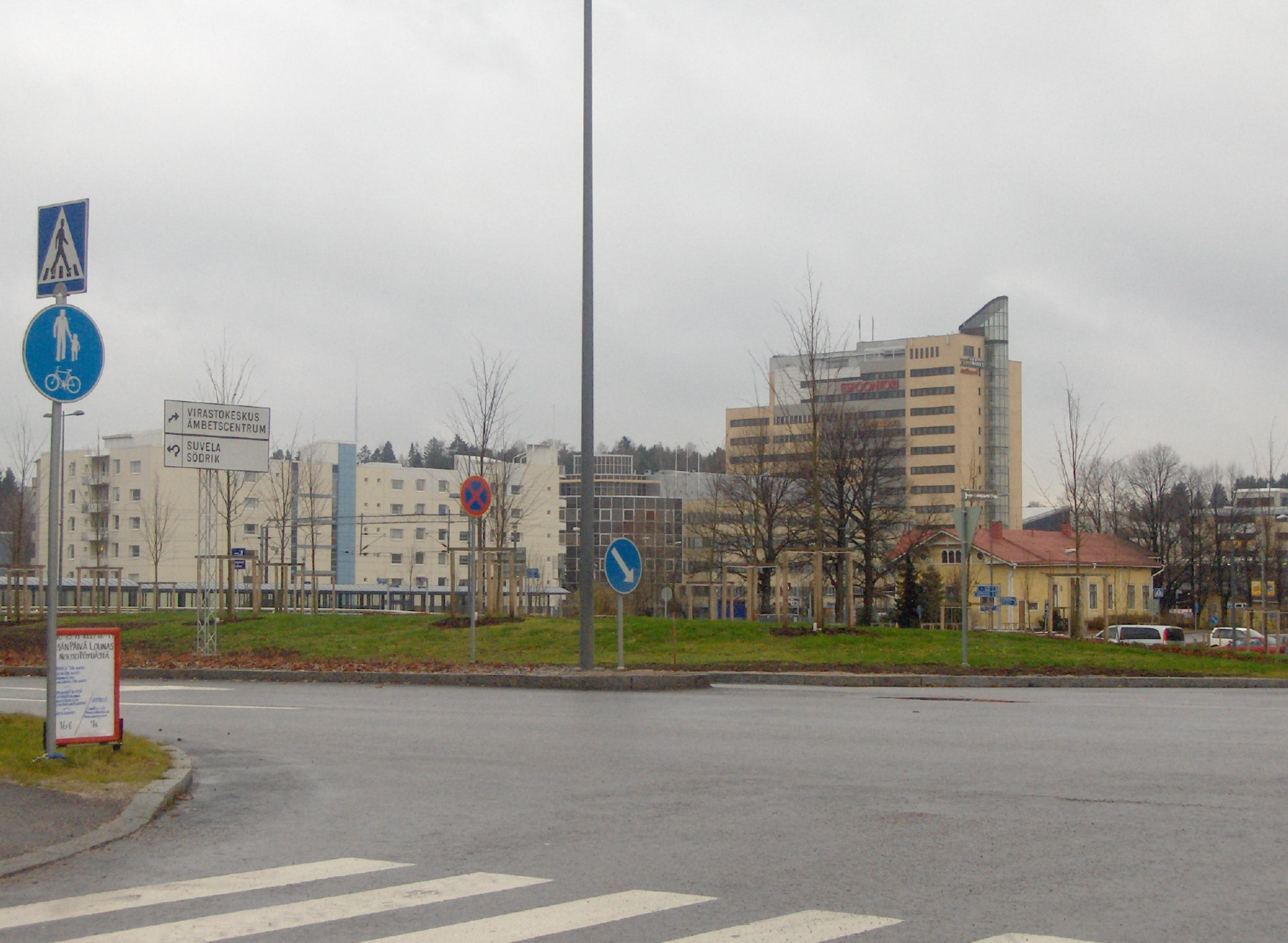
Esbo centrum
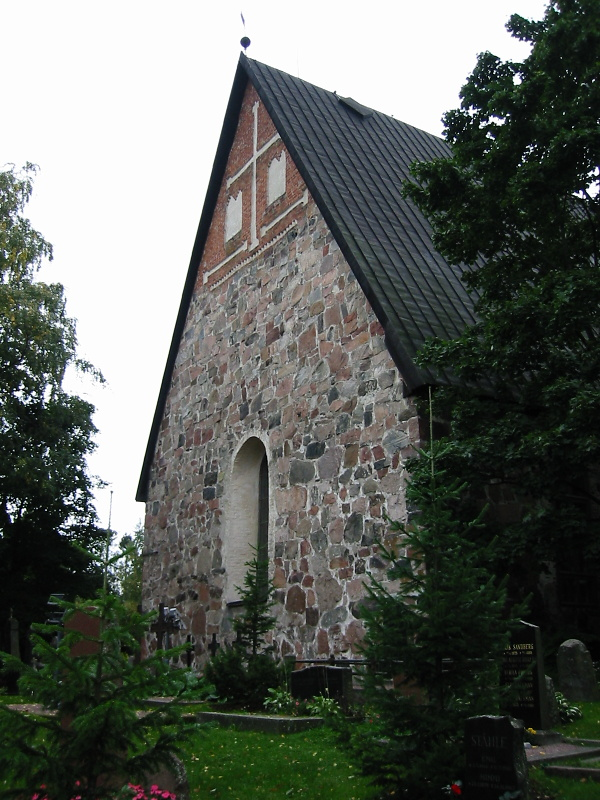
Esbo domkyrka